# Anastrophyllum joergensenii
Anastrophyllum joergensenii là một loài rêu trong họ Anastrophyllaceae. Loài này được Schiffner mô tả khoa học đầu tiên năm 1910.